# 大野東インターチェンジ
大野東インターチェンジ（おおのひがしインターチェンジ）は、大分県豊後大野市大野町後田にある中九州横断道路（千歳大野道路）のインターチェンジである。

## 道路
- 中九州横断道路（国道57号）
  - 千歳大野道路

## 沿革
- 2005年（平成17年）4月13日 : 一般国道57号改築工事（中九州横断道路「犬飼千歳道路及び千歳大野道路」新設工事・犬飼インターチェンジから大野インターチェンジまで）並びにこれに伴う町道及び村道付替工事について国土交通相より土地収用法に基づく事業認定が公示される[1]。
- 2008年（平成20年）3月22日 : 千歳IC - 大野IC間 開通に伴い供用開始。

## 隣
中九州横断道路（千歳大野道路）
千歳IC - 大野東IC - 大野IC